# Dammam (Trommel)

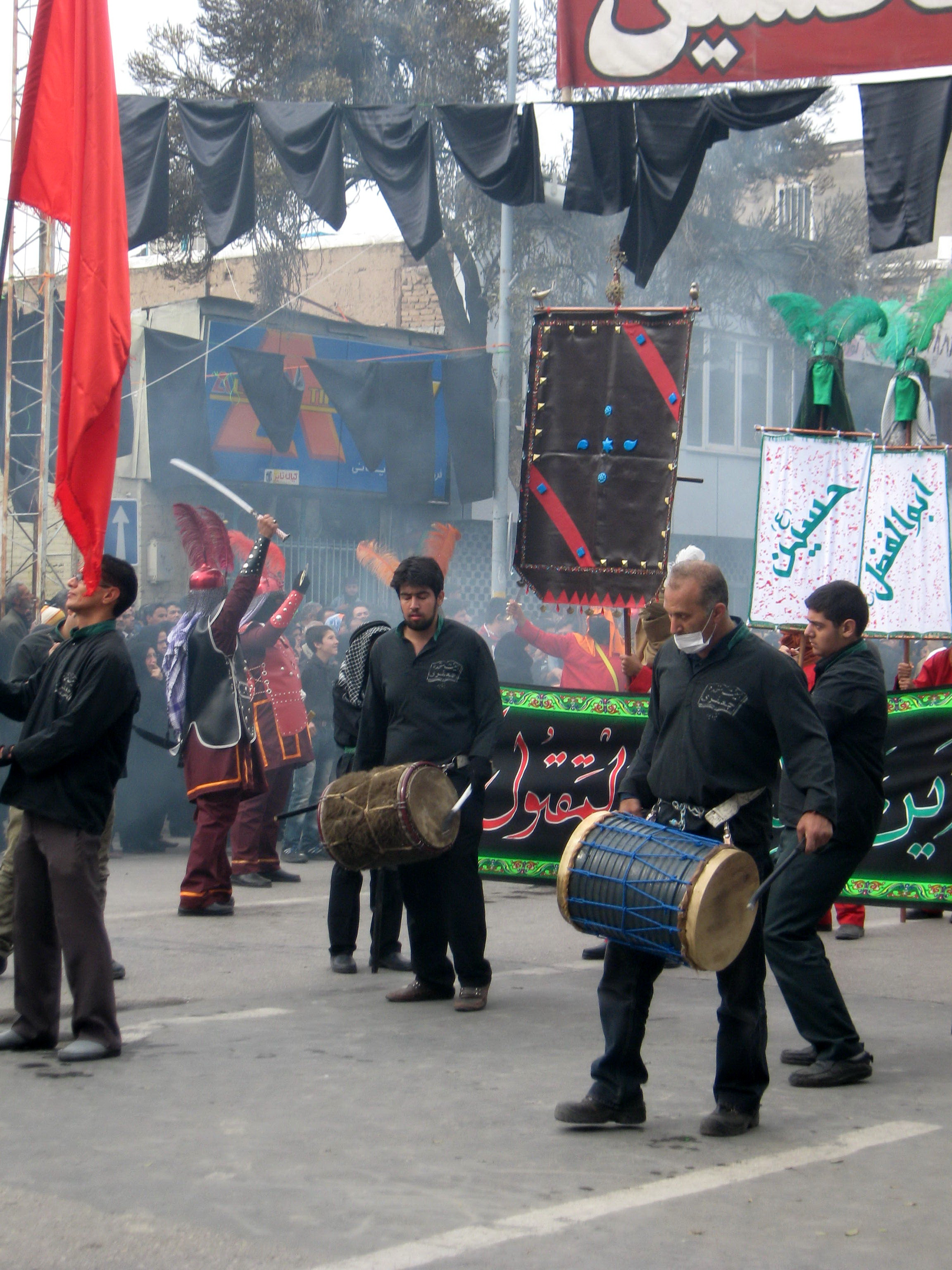
Passionsspiel am 10. Muharram 1435 AH (13. November 2013) in Nischapur, Iran.

Dammam (arabisch الدمام, DMG ad-dammām) ist eine große zweifellige Zylinder- oder Rahmentrommel, die von Schiiten in Irak und Iran bei religiösen Zeremonien gespielt wird. Die dammām wird üblicherweise mit der linken Hand und mit einem gebogenen Stöckchen in der rechten Hand geschlagen, vor allem bei Passionsspielen im Trauermonat Muharram oder, um die Gläubigen im Ramadan frühmorgens aufzuwecken.

## Herkunft und Verbreitung
Zweifellige Zylindertrommeln, die von stehenden Musikern an einem Gurt an der Hüfte getragen und mit beiden Händen gespielt werden, sind Abbildungen zufolge zuerst in der neuassyrischen Zeit (erste Hälfte 1. Jahrtausend v. Chr.) im Mittleren Osten bekannt. Im Irak gehört die dammām zu den allgemein tabl genannten Trommeln, die Röhrentrommeln oder Kesseltrommeln sein können. Mittelalterliche Autoren nahmen lediglich die flachen Rahmentrommeln (duff) von dieser Einteilung aus. Der Grammatiker al-Mufaddal ibn Salama († um 904) erwähnt neben der zweifelligen Zylindertrommel tabl noch die einfellige Bechertrommel kabar (Vorläufer der heutigen darbuka) und die zweifellige Sanduhrtrommel kūba. Zylindertrommeln gehörten zusammen mit dem kleinen Kesseltrommelpaar naqqāra (Pl. nuqqāirāt), der mittelgroßen Kesseltrommel kūs (Pl. kūsāt), Gongs (tusūt), Glocken (dschalādschil) und diversen Blasinstrumenten zu den mittelalterlichen, bis zu 40 Mann starken Militärkapellen, welche der Repräsentation der Herrscher dienten. Ihre prächtige Erscheinung ist besonders in den 1237 in Bagdad entstandenen Buchillustrationen des Malers Yahya ibn Mahmud al-Wasiti zu den Maqāmāt („Versammlungen“) des al-Hariri überliefert.
In der heutigen klassischen irakischen Musik (maqām-Repertoire) spielt zur Liedbegleitung das „Baghdad-Ensemble“ (al-schālghī al-baghdādī) mit den Melodieinstrumenten santūr (Hackbrett) und jūza (viersaitige Stachelfiedel mit Kokosnussresonator) sowie den Rhythmusinstrumenten tabla (Name der Bechertrommel darbuka), duff (Rahmentrommel) und naqqāra (Kesseltrommelpaar). Zylindertrommeln kommen in der klassischen Musik nicht vor. In der Volksmusik dienen verschiedene Trommeln der Gesangs- und Tanzbegleitung, etwa die zweifellige runde Rahmentrommel tabl, die etwa tabl al-ardah heißt, wenn sie für den im Südirak gepflegten, arabischen Gruppentanz der Männer, ardah, gebraucht wird. Im ganzen Land sind zur festlichen Unterhaltung die Ensembles tabl wa surnā („Trommel und Kegeloboe“) unterwegs, denen in der Türkei die Ensembles davul–zurna und auf dem Balkan tapan–zurla entsprechen.
Dieselben Trommeltypen – Rahmentrommeln, Bechertrommeln, Kesseltrommeln und Zylindertrommeln – kommen auch in der iranischen Musik vor. Fasstrommeln, Sanduhrtrommeln und große Kesseltrommeln, die aus vorislamischen Abbildungen bekannt sind, verschwanden wohl nach dem 14. Jahrhundert vom Iranischen Hochland. Die Fasstrommel doholak blieb in Belutschistan erhalten, während alle drei genannten Trommeltypen weiter östlich in Indien zahlreich verbreitet sind. Dafür gehören in Iran die mit den Händen gespielte Bechertrommel tombak und die Rahmentrommel duff wesentlich zur klassischen Musik.
Funktionell werden hiervon die mit Stöckchen gespielten Trommeln der Volksmusik unterschieden. Die Stöckchen sind meist am Ende gebogen und mit Stoff umwickelt. Neben der dammām zählen zu den regional in der Volksmusik verwendeten Trommeln die große zweifellige Zylindertrommel dohol (in Indien dhol) und kleine, einzeln oder paarweise gespielte Kesseltrommeln. Außer als allgemeine Bezeichnung für Trommeln kann mit tabl eine kleine Zylindertrommel gemeint sein, die auf beiden Fellen mit Stöckchen geschlagen wird.
Dammāma hieß früher eine kleine zweifellige Trommel im Süden Irans oder eine Kesseltrommel. Ein anderer Name für dammāma war dabdaba, und dabdabi wurde früher die kleine Zylindertrommel doli in Georgien genannt.

## Bauform

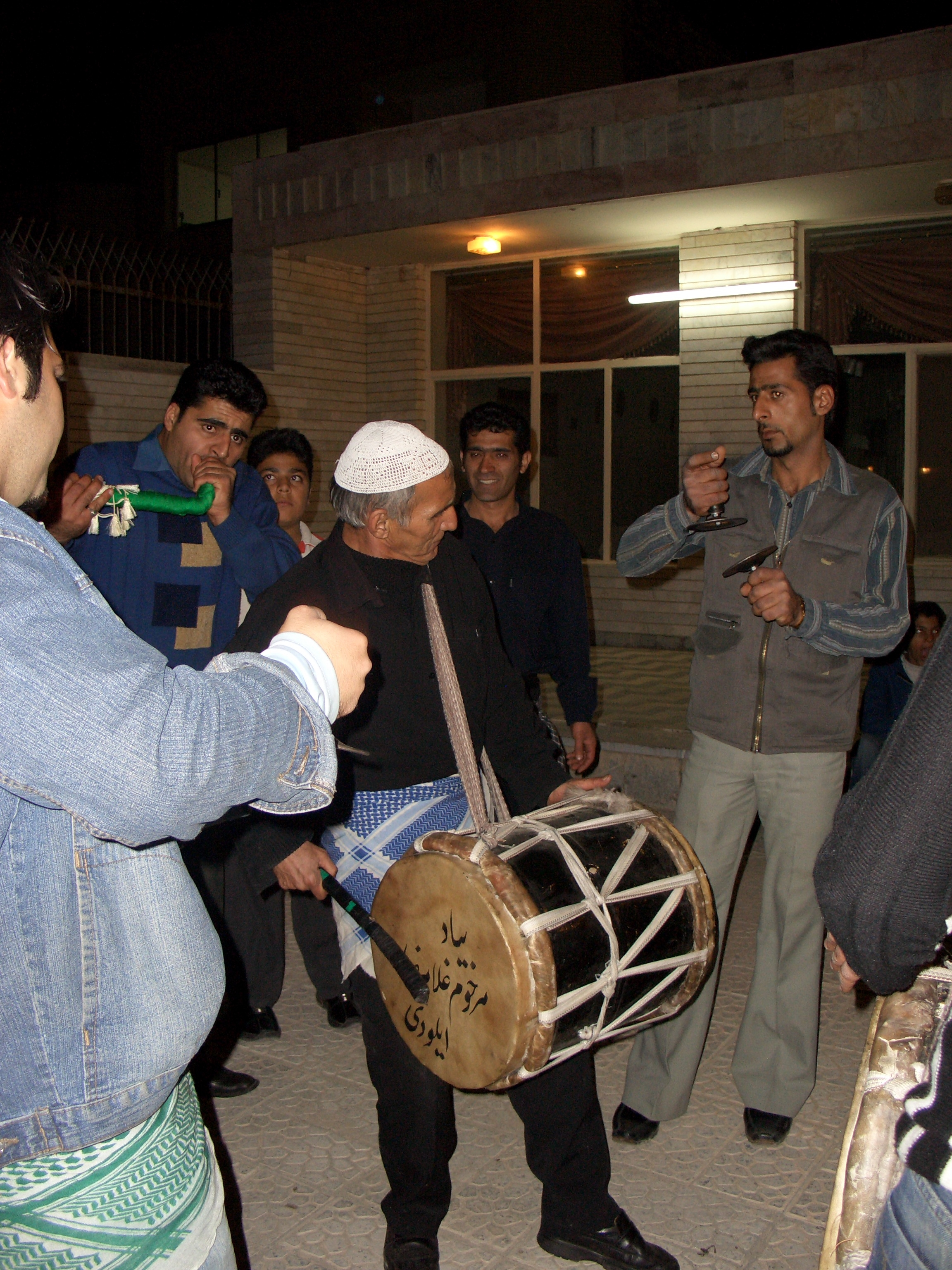
Dammām und zang in Iran

Der Korpus der dammām besteht aus einem dünnwandig ausgehöhlten Holzstamm oder aus einer Metallröhre. Die beiden Felle aus Ziegenhaut sind an dicken Palmfaserkordeln festgebunden, die über eine häufig Y-förmige, durchlaufende Verschnürung gegeneinander verspannt sind. Größe der Trommel und Art der Verschnürung sind in einem weiten Bereich variabel. Um den Trommelklang zu verändern, wird entweder die Verschnürung an ihren Enden neu gebunden oder eine quer in der Mitte angebrachte sekundäre Verschnürung wird straff gespannt. Moderne Trommeln mit Metallkorpus haben wie bei der Bassdrum Spannringe, die mit Spannschrauben justiert werden. Der im Stehen spielende Musiker hält die an einem Gurt über der linken Schulter hängende Zylindertrommel waagrecht oder etwas schräg nach links unten geneigt vor sich in Hüfthöhe und schlägt das linke Fell mit der Hand und das rechte mit einem gebogenen Stöckchen.
Im engeren Sinn bezeichnet dammām, spezifiziert als ad-dammām al-mudalaʾ, eine große Rahmentrommel mit einer nur neun bis zwölf Zentimeter betragenden Korpushöhe und einer fünf-, sieben oder achteckigen Form. Diese Trommel hängt an einem Gurt um den Hals waagrecht vor dem Bauch des Spielers, der sie mit einem Stock in der rechten Hand auf die Oberseite schlägt. Mit der linken Hand hält er die Trommel am Rahmen oder am Gurt.
Eine ähnlich flache, aber kleinere zweifellige Trommel ist die in den arabischen Ländern am Persischen Golf zur Liedbegleitung – unter anderem im städtischen Gesangsstil sawt – gespielte mirwas (Pl. marāwīs).

## Spielweise

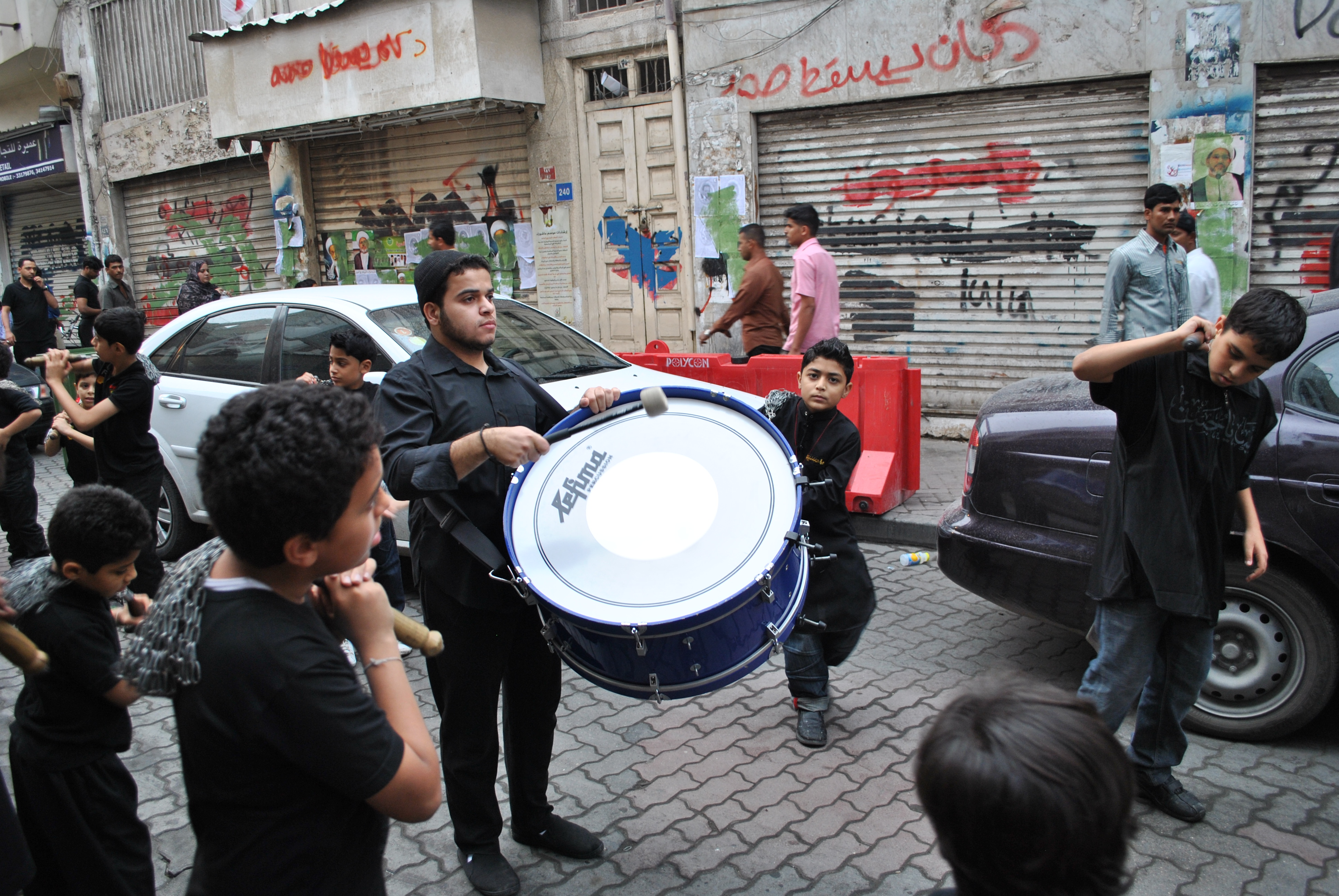
Moderne Trommel mit Spannschrauben bei einer Aschura-Prozession in Bahrain.

Die dammām ist in erster Linie mit den Aschura-Riten verbunden, bei denen Gruppen schiitischer Männer das Martyrium des Imam Husain beklagen, indem sie sich, von Trommelschlägen begleitet, mit langen Messern auf dem Kopf oder mit einem Bündel von Messerklingen (zandschir) auf dem Rücken blutige Schnitte beibringen. Letzteres sind die zandschir zanan; Gläubige, die mit den Fäusten gegen ihre Brust schlagen, heißen sineh zanan. Regional werden die Messerklingen durch weniger verletzende Eisenketten ersetzt. Für die Gläubigen gelten diese Geißelungen als Ausdruck ihrer Trauer und als symbolisches Mitleiden am tragischen Schicksal Husains. Häufig werden mehrere, in grüne Tücher gehüllte Trommeln und ein bis zwei Paarbecken (Zimbeln, persisch zang, arabisch sandsch, zanj) geschlagen, während sich die Männer geißeln. Falls Frauen anwesend sind, beobachten sie das Geschehen vom Straßenrand.
In der nordostiranischen Stadt Maschhad, einem der größten religiösen Zentren des schiitischen Islam, kommen an Aschura, dem zehnten Tag des Monats Muharram, Gläubige aus weiten Teilen Irans zusammen und bilden eine Menschenmenge, die sich um den Imam-Reza-Schrein bewegt, akustisch begleitet von Trommeln, Paarbecken und Trompeten. In Buschehr am Persischen Golf gehört es zur Tradition des am 9. Muharram stattfindenden Rituals, dass aus allen Stadtvierteln eine Prozession losmarschiert, zu der eine Instrumentengruppe mit acht Zylindertrommeln, acht Paarbecken und anstelle der Trompete eine traditionelle konische Langtrompete buq (vgl. buki) gehört. Wenn die Gruppen an einem zentralen Ort aufeinandertreffen, liegt es an den buq-Spielern, den Rhythmus untereinander abzustimmen.

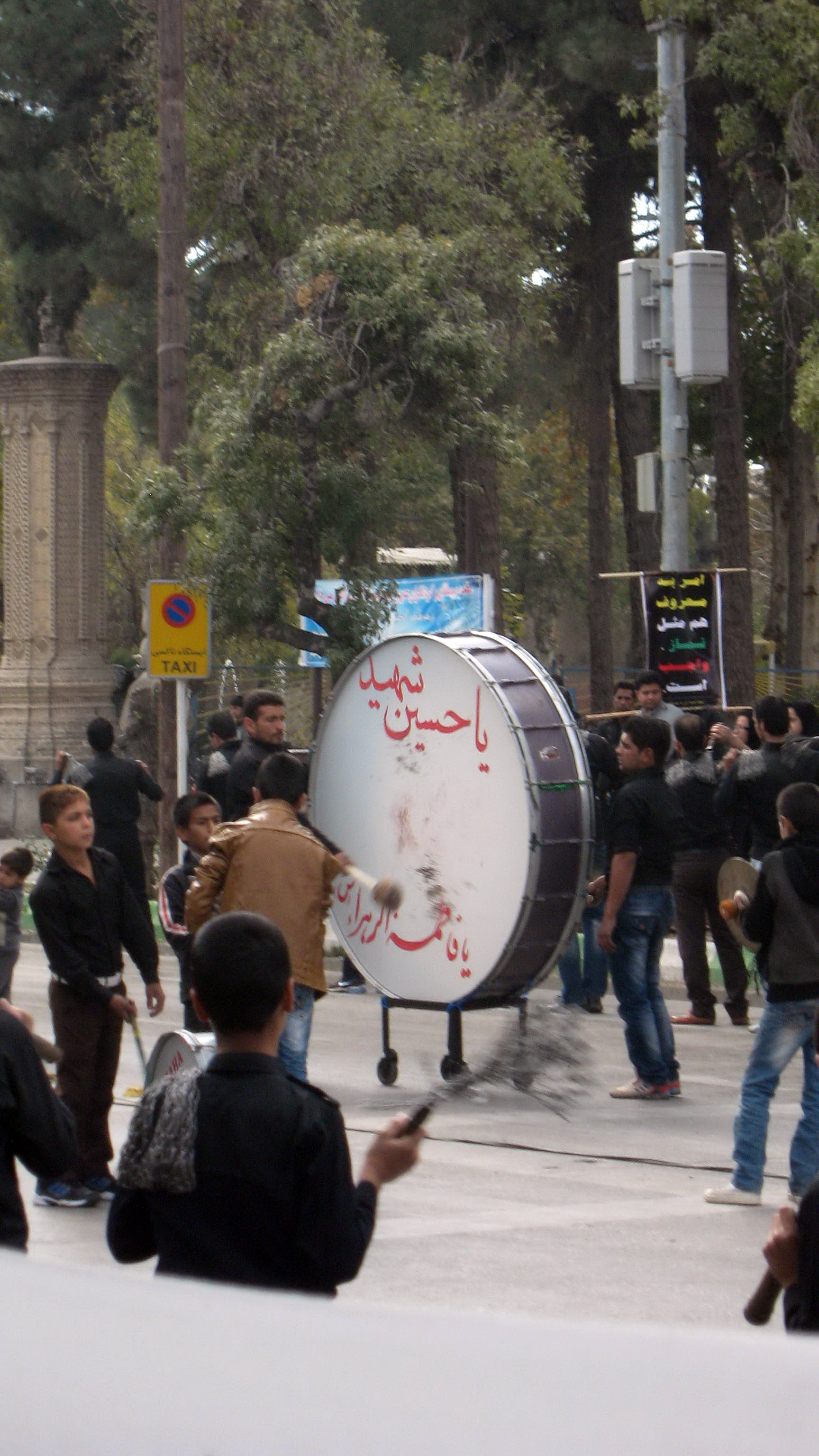
Übergroße moderne Rahmentrommel. Muharram in Nischapur

Bei den Trauerzeremonien zu Muharram (taschābah) werden in den ersten zehn Tagen des Monats Muharram die historischen Ereignisse, die zum Tod Husains führten, mit Darstellern in Kostümen und Pferden vor Kulissen inszeniert. Eine Form der Passionsspiele ist Ta'zieh. Zur Charakterisierung jeder Hauptfigur gehören bestimmte Melodielinien, Rhythmen und Musikinstrumente. Trommeln, Becken und Trompeten bringen die Atmosphäre des Schlachtfeldes von Kerbela nahe. Früher dienten mancherorts in Iran die möglichst laut geschlagenen Trommeln in einer Art religiösem Wettbewerb dazu, eine der Ta’zieh aufführenden Gruppen gegenüber anderen, verfeindeten Religionsgruppen als noch eindrucksvoller erscheinen zu lassen.
Darüber hinaus können Trommelschläge einen starken emotionalen Ausdruck bei sehr unterschiedlichen Gefühlslagen übermitteln. Durch diese prinzipielle Offenheit für Interpretationen eignen sich Trommeln als vielfältige Bedeutungsträger in Ritualen; mit der Einschränkung, dass manche Trommeln aufgrund einer ihnen zugeschriebenen Bedeutung nur für bestimmte Rituale verwendet werden dürfen. In Indien werden die schiitischen Veranstaltungen im Monat Muharram nicht nur von der schiitischen Gemeinde gepflegt und erreichen teilweise Volksfestcharakter. Die indischen Muslime verwenden beim Trauerritual an Muharram (in Indien tatbir) seit mindestens der Mitte des 19. Jahrhunderts als Trommelpaar die flache Kesseltrommel tasa und die große zweifellige Röhrentrommel dhol.
Am Persischen Golf haben sich im Süden des Irak und in Iran manche Kulturformen afrikanischer Einwanderer und ehemaliger Sklaven erhalten, insbesondere Tänze und Musikstile. Im irakischen Basra gehört hierzu die Besessenheitszeremonie an-nūbān mit relativ gutartigen Geistern, für die afrikanische Trommeln und die ebenfalls aus Afrika stammende Schalenleier tanbūra gebraucht werden. Eine andere, aus Ostafrika stammende und auf beiden Seiten des Persischen Golfs verbreitete Besessenheitszeremonie ist zar. Der schädigende Geist, der als eine Art Wind verstanden wird, muss beim zar-Heilungsritual mit seiner Persönlichkeit und seinem Ursprungsland identifiziert werden. Während der mehrtägigen Zeremonie treten auch farbenfroh gekleidete Tänzerinnen auf. Im Süden Irans sprechen die Beteiligten Persisch mit Einsprengseln in Arabisch und Swahili. Neben der großen dammām werden noch die mittelgroße Trommel gap dohol und die kleine kesar verwendet.
In Buschehr gab es etliche afrikanische Sängerinnen, die bei Familienfeiern auftraten. Der afrikanische Einfluss machte sich auch in den Ritualen der Frauen an Muharram bemerkbar. So spielten bemerkenswerterweise bis Mitte des 20. Jahrhunderts Frauen in zwei Moscheen in Buschehr die Trommel dammām. Außerdem praktizierten sie bis um diese Zeit an Muharram sineh zanan, wobei sie sich wie die Männer an den Schultern fassten und im Kreis bewegten.